# Richie Furay
Richie Furay, né le 9 mai 1944, est un chanteur, compositeur et guitariste américain, surtout connu pour avoir fait partie des groupes de rock Buffalo Springfield et Poco.

## Biographie
Le premier groupe dont il fit partie s’appelait "The Au Go Go Singers" car il se produisait au fameux café "Au Go Go" de New York. Ce groupe comptait neuf membres dont Stephen Stills qui l’appellera plus tard pour fonder le groupe Buffalo Springfield.
Richie Furay a composé plusieurs titres pour Buffalo Springfield, dont celui d’un simple A Child’s claim to fame. Le groupe s’est séparé en 1968 à la suite de désaccords entre Stephen Stills et Neil Young.
Furay a formé ensuite le groupe Poco avec Jim Messina (ex Buffalo Springfield) et Rusty Young.
Il quitta Poco en 1974 pour rejoindre le Souther Hillman Furay Band. Le bassiste du groupe Al Perkins (qui jouera plus tard avec Stephen Stills) a introduit Furay au Christianisme, avant que le groupe ne se sépare par manque de succès.
Furay a alors fondé un nouveau groupe The Richie Furay Band, qui a réalisé un album I've Got a Reason en 1976 qui exprime les nouvelles convictions de Furay.
Depuis le début des années 1980, Richie Furay est pasteur à Broomfield (Colorado). Il continue cependant à se produire en solo et de manière occasionnelle avec le groupe Poco.

## Discographie

### Albums
- Au Go-Go Singers (1964)
- Souther Hillman Furay (1974)
- Souther Hillman Furay/Trouble in Paradise (1975)
- I've Got a Reason (1976)
- Dance a Little Light (1978)
- I Still Have Dreams (1979)
- Seasons of Change (1982)
- In My Father's House (1997)
- I Am Sure (2005)
- The Heartbeat of Love (2006)

### Compilation
- Songs of Richie Furay (1980)